# Гегечкори, Евгений Петрович
Евге́ний Петро́вич Гегечко́ри (груз. ევგენი პეტრეს ძე გეგეჭკორი; 24 апреля 1882 или 1 февраля 1881, Мартвили, Самегрело — Земо-Сванети — 5 июня 1954, Париж) — политик, государственный деятель Грузии, социал-демократ (меньшевик).

## Биография
Евгений Гегечкори родился в 1881 году в зажиточной дворянской семье в Мартвили Сенакского уезда Кутаисской губернии.
Учился в Кутаисской гимназии, в 1902 году её окончил, после чего поступил на юридический факультет Московского университета. В 1903 году стал членом РСДРП. В 1905 году участвовал в революционных событиях происходивших в Западной Грузии. 
В 1907 году, после окончания университета (с отличием), получил место помощника присяжного поверенного в округе Кутаисского окружного суда.
В октябре того же года был избран в члены III Государственной думы от Кутаисской губернии. Являлся одним из лидеров социал-демократической фракции Думы, выступал на стороне меньшевиков. В период своей работы в Думе выделялся высокопрофессиональными и аргументированными выступлениями, что признавали даже его идейные противники.

## Ложа "Кавказская"
Евгений Гегечкори вместе с Георгий Зданович и Николай (Карло) Чхеидзе основывает масонскую ложу под названием "Кавказская", к которому после основания присоединяются Кита Абашидзе, Ясон Бакрадзе, Александр Диасамидзе, Петре Кипиани и другие. объединение было построено на братстве, верности и рвении членов, и его общими целями было внедрение в обществе принципов гуманности, терпения, любви к человеку и уважения. Параллельно с целями общество пыталось собрать полезных для страны людей и оказывать прямое или косвенное влияние на процессы, происходящие в стране. В воспоминаниях 1928 года, записанных в Брюсселе, Евгений Гегечкори считает датой создания общества 1915 или 1916 год. Николай Чхеидзе в интервьюв, записанном в Марселе в 1925 году, называет 1911 год годом основания «Кавказского». В том же интервью Николай Чхеидзе вспоминает, что протоколы собраний общества и другая документация уничтожались сразу после завершения собрания, из-за чего подробная информация о деятельности общества и его членов дошла до нас в меньшей степени. Только из личных писем, отправленных членами друг другу, мы узнаем отдельные сведения о том, как они пытаются заниматься строительной деятельностью в разных городах, помогать выдающимся молодым людям и помогать людям, преследуемым за любовь к своей стране. В архиве Георгия Здановича под архивным номером N 6416 / 420 находится документ, где член общества Ясон Бакрадзе, с согласия другого члена, Кита Абашидзе, пишет Георгию Здановичу, что они должны сделать все возможное, чтобы добиться смягчения наказания известному церковному деятелю и впоследствии патриарху Кириону I, в письме также говорится о необходимости избегать преследований церкви. После письма информация о действиях, предпринятых членами «Кавказской» ложи, не найдена, однако в качестве исторического факта известно, что российская жандармерия в 1915 году прекратила преследование Кириона и вернула ему право служения, однако не разрешила ему вернуться в в Грузию.

### Родственные связи
Доводился двоюродным дядей жене Л. П. Берии — Нине Теймуразовне Берии (Гегечкори).

## В правительстве Демократической Республики Грузия

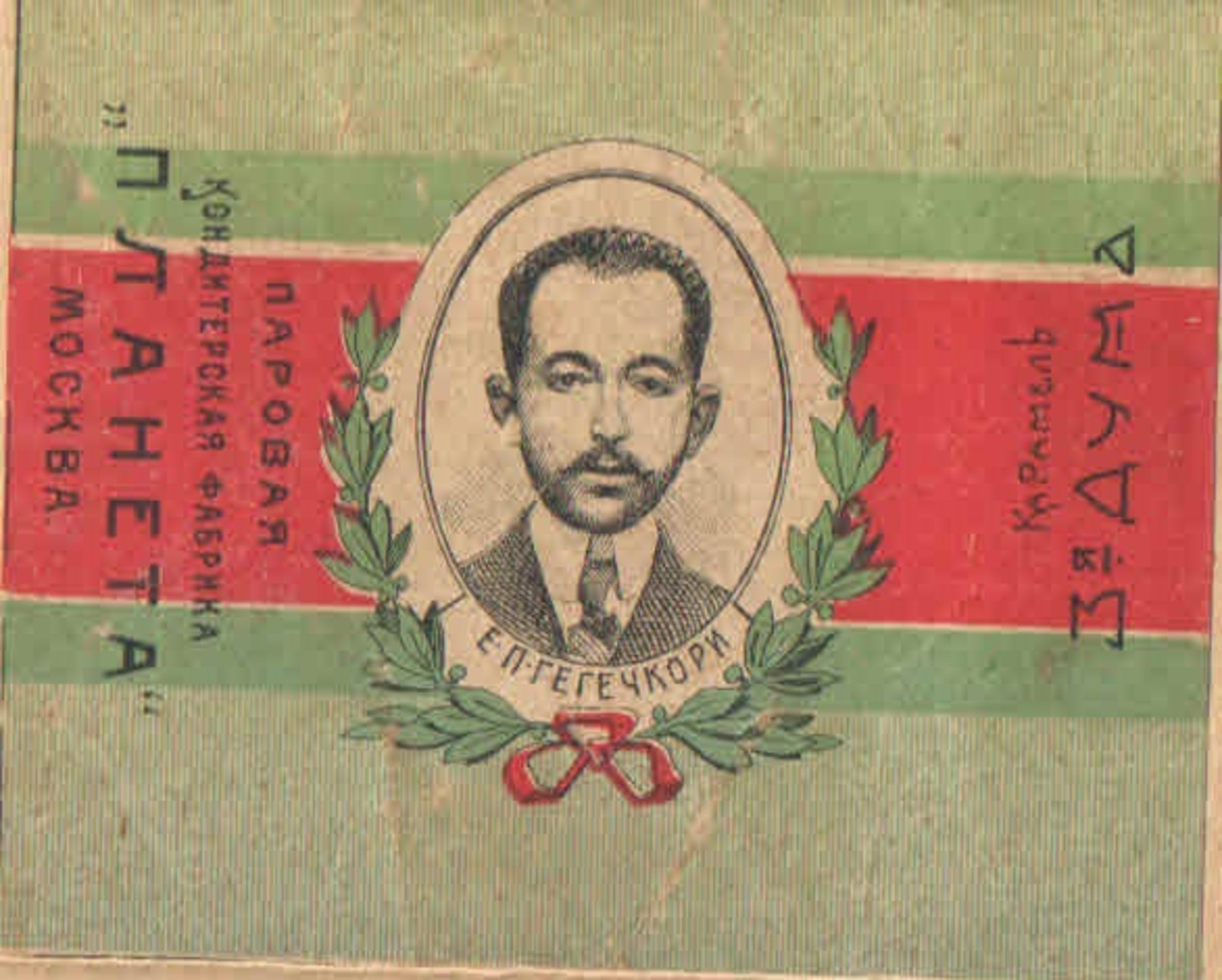
Этикетка карамели «3-я Дума» с портретом Е.П. Гегечкори

После революции 1917 года Гегечкори стал одним из руководителей Грузинской социал-демократической партии. В апреле 1917 года Гегечкори избран председателем краевого объединённого центра Кавказской армии. С ноября 1917 года по апрель 1918 года Гегечкори становится председателем Закавказского комиссариата — коалиционного правительства Закавказья и военным министром.

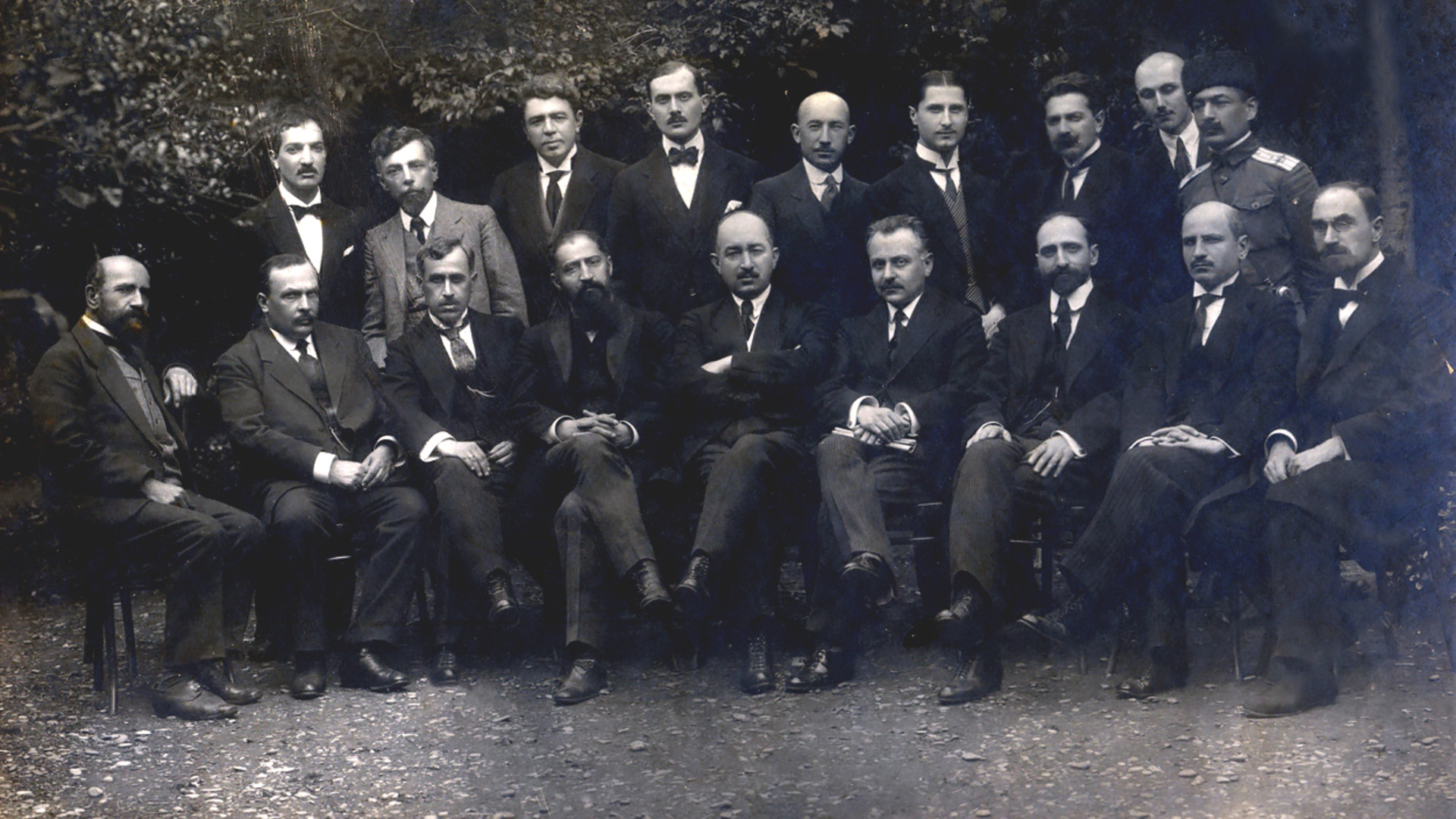
Е. Гегечкори (сидит в центре) среди делегатов Первой Конференции представителей кавказских республик в Тифлисе, 1919 г.

10 февраля 1918 года (день созыва Закавказского Сейма, подчеркивавшего факт отделения Закавказья от России) по распоряжению Н. Жордания, Н. Рамишвили и Е. Гегечкори, возглавлявших меньшевистское правительство Грузии, в Александровском парке Тифлиса был расстрелян многотысячный мирный митинг протеста.
После основания Демократической Республики Грузия (26 мая 1918 года) Гегечкори стал её министром иностранных дел, подписал Декларацию независимости Грузии.
В 1921 году Гегечкори занял пост министра юстиции.
В 1921 году после установления советской власти в Грузии (февраль—март 1921 года) вместе с другими членами правительства эмигрировал во Францию. В 1953―1954-х годах занимал пост председателя правительства Грузинской Демократической Республики в изгнании.

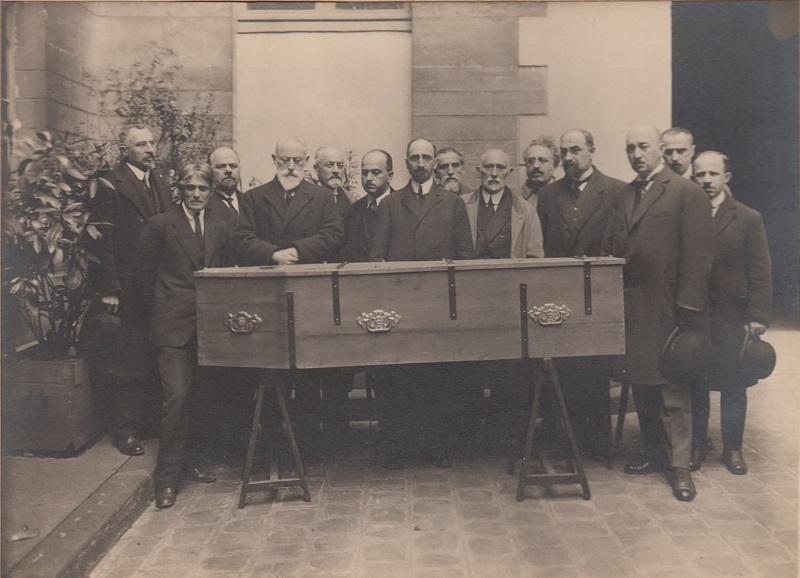
1926. Похороны Н. Чхеидзе. Гегечкори 3-й справа

Похоронен на Левильском кладбище.

## Отзывы
В 1910 году в секретной записке Петербургского охранного отделения депутата Е. П. Гегечкори характеризовали следующим образом: 

Гегечкори — человек с высшим образованием. Характер резкий, болезненно самолюбивый и честолюбивый. В постоянной ссоре с большинством депутатов и сведущих лиц. Когда бывает не принято то или иное его предложение, выходит из себя и часто уходит с заседания. Меньшевик, относящийся к партии также, как и Покровский. Юрист по образованию, он выступает по вопросам бюджетного, правового характера, инородческим и военным.
На собрания не ходит и сведущих лиц, благодаря самолюбию, недолюбливает. Имеет средства и часто помогает членам партии..